# Dulee Johnson
Dulee Johnson (n. 7 noiembrie 1984, Monrovia) este un fotbalist liberian, care evoluează pe postul de mijlocaș la clubul din Norvegia, Moss FK. Este fiul fostului jucător și antrenor al Liberiei, Josiah Johnson.

## Cariera de club

### Floda BoIF
Dulee Johnson a fost unul dintre fotbaliștii liberieni adus în număr mare în Suedia de către Stig Johansson, antrenorul Flodei BoIF, la finele anilor '90, după ce a fost descoperit la Gothia Cup. Jucătorii liberieni, printre care se aflau și Dioh Williams și Jimmy Dixon, au fost mutați în vila lui Johansson unde au trăit în timp ce evoluau pentru echipa de divizie inferioară.

### BK Häcken
După sezoane de succes, toți cei trei jucători menționați mai sus au fost achiziționați de către formația din Allsvenskan, BK Häcken. Johnson a găsit succesul pe teren pentru noul său club însă și probleme în afara terenului. Era titular de patru ani și jumătate la Häcken, dar a fost și judecat pentru conducere sub influența băuturilor alcoolice și agresiune pe acea vreme.

### AIK Solna și Maccabi Tel Aviv
În 2006, Johnson a semnat un contract cu AIK Solna unde a avut succes instant, înlocuindu-l pe fostul mijlocaș Derek Boateng.
În februarie 2008, Johnson a fost din nou arestat și judecat pentru conducere sub influența băuturilor alcoolice. Prima oară a fost găsit vinovat de către tingsrätten, fiind mai târziu declarat nevinovat de către hovrätten, după un recurs.
În iulie 2008, Johnson a semnat un contract pe 3 ani cu Maccabi Tel Aviv. A petrecut doar un sezon alături de formația din Israel, marcând un gol și oferind două pase decisive. Johnson i-a ajutat, de asemenea, să câștige Cupa Ligii, cunoscută drept Cupa Toto. A părăsit formația în iunie 2009 și a semnat un nou contract cu formația sa anterioară, AIK Solna. Clubul suedez au adăugat o clauză în contract prin care puteau să se despartă de Johnson în cazul în care comportamentul său din afara fotbalului nu ar fi fost unul exemplar. În același an a câștigat și campionatul și Cupa Suediei cu AIK, devenind un om de bază pentru echipă.
De asemenea, în 2010, Johnson ar fi fost acuzat de viol în Liberia. Procesul, care a durat o lună, s-a terminat în favoarea lui Johnson, care a fost declarat nevinovat și care a primit 200,000 SEK pentru detenția dintr-un penitenciar din Stockholm. "Fostul mijlocaș al lui AIK Solna va primi banii (peste 30,000$) de la cancelar, în compensație pentru suferință și pentru câștigurile blocate către dânsul."  Neînțelegerea a dus, totuși, la despărțirea lui Johnson de clubul său.

### Panetolikos
Pe 21 ianuarie 2011 s-a anunțat semnătura lui Johnson pe un contract de 18 luni cu clubul grec Panetolikos. Totuși, pe 21 aprilie 2011, Panetolikos i-a reziliat contractul. Președintele clubului, Fotis Kostoulas, a susținut faptul că Johnson a petrecut cu o zi înaintea unui meci și apoi "a respins antrenorul într-un mod inacceptabil".

### De Graafschap
În mai 2011, Johnson a dat probe la clubul olandez De Graafschap și i s-a oferit un contract. A jucat trei partide în Eredivisie și un meci în cupa KNVB, când a marcat singurul său gol pentru formația olandeză. A fost demis în octombrie pentru producerea unui accident de mașină și refuzul etilotestului.

### AmaZulu
În data de 16 iulie 2012, Johnson a semnat un contract pe doi ani cu clubul sud-african AmaZulu. Totuși, contractul i-a fost reziliat după doar 4 meciuri pentru club, pe 12 noiembrie 2012, când AmaZulu a declarat o încălcare a contractului care nu va fi divulgată. Clubul nu a vrut nici să confirme, nici să nege acuzațiile cum că Johnson ar fi picat un test anti-doping. Johnson a comentat apoi în presa suedeză cum că ar fi picat testul deoarece cineva i-ar fi pus cocaină într-o băutură la o petrecere fără ca acesta să fi știut acest lucru.

### IK Brage
Pe 28 decembrie 2012, Johnson a semnat un contract pe doi ani cu echipa din Superettan, IK Brage. Contractul îi oferea clubului posibilitatea de a-i încheia contractul dacă nu-și respecta tratamentul. În ianuarie 2014 contractul i-a fost reziliat ca urmare a retrogradării clubului.

### Săgeata Năvodari
Johnson s-a transferat apoi la nou-promovata Săgeata Năvodari, având 15 evoluții în Liga I.

### CSMS Iași
După retrogradarea clubului, Johnson a ales să rămână în Liga I, semnând un contract cu o altă nou-promovată, CSMS Iași. La finalul sezonului contractul i-a fost reziliat.

### Moss FK
După terminarea aventurii din România, Johnson s-a întors în Norvegia la clubul de eșalonul al treilea, Moss FK.

## Cariera internațională
În mai 2010 i s-a oferit cetățenia suedeză și este văzut în prezent ca fiind un jucător european. Mai târziu în același an, Johnson a fost unul din cei trei fotbaliști trimiși înapoi acasă de către echipa națională de fotbal a Liberiei pentru consumul de băuturi alcoolice. A explicat mai apoi că a fost o neînțelegere și și-a cerut scuze în fața echipei, a țării și a comisiei de disciplină. A adăugat că ar fi părăsit echipa pentru un meci, apoi s-ar fi reîntors.

## Palmares

### Maccabi Tel Aviv
- Cupa Toto (2008-2009)

### AIK
- Allsvenskan (2009)
- Cupa Suediei (2009)
- Supercupa Suediei (2010)